# Martin Donnelly
Martin Donnelly, britanski dirkač Formule 1, * 26. marec 1964, Belfast, Severna Irska, Združeno kraljestvo.

## Življenjepis
Debitiral je v sezoni 1989, ko je nastopil le na dirki za Veliko nagrado Francije, kjer je zasedel dvanajsto mesto. V naslednji sezoni 1990 je ob kar devetih odstopih s sedmim mestom le za mesto zgrešil uvrstitev med dobitnike točk na dirki za Veliko nagrado Madžarske, še dvakrat pa je bil blizu točk z osmima  mestoma. Dve dirki pred koncem sezone se je upokojil kot dirkač Formule 1.

## Popolni rezultati Formule 1
(legenda) (odebeljene dirke pomenijo najboljši štartni položaj, poševne pa najhitrejši krog, †-uvrščen kljub odstopu)
| Leto | Moštvo                          | Šasija     | Motor           | 1       | 2       | 3     | 4       | 5       | 6     | 7      | 8      | 9       | 10    | 11     | 12      | 13      | 14      | 15  | 16  | Prv | Toč |
| ---- | ------------------------------- | ---------- | --------------- | ------- | ------- | ----- | ------- | ------- | ----- | ------ | ------ | ------- | ----- | ------ | ------- | ------- | ------- | --- | --- | --- | --- |
| 1989 | Arrows Grand Prix International | Arrows A11 | Ford V8         | BRA     | SMR     | MON   | MEH     | ZDA     | KAN   | FRA 12 | VB     | NEM     | MAD   | BEL    | ITA     | POR     | ŠPA     | JAP | AVS | -   | 0   |
| 1990 | Camel Team Lotus                | Lotus 102  | Lamborghini V12 | ZDA DNS | BRA Ret | SMR 8 | MON Ret | KAN Ret | MEH 8 | FRA 12 | VB Ret | NEM Ret | MAD 7 | BEL 12 | ITA Ret | POR Ret | ŠPA DNS | JAP | AVS | -   | 0   |